# Bröderna Sandström AB
Bröderna Sandström AB grundades 1910 av Alfred Sandström (f. 1879) och Albert Sandström (f. 1883) i Stockholm. Företaget producerade skidor. 
Skidfabriken låg först till på Tunnelgatan 14 i Stockholm och 10 skidor producerades om dagen. År 1913 byggdes en stor modern fabrik i Grundsborg vid Hammarbyslussen och man kunde då producera 300 skidor om dagen. Firman ombildades till aktiebolag 1927 med styrelse i Stockholm. När Skanstullsbron skulle byggas över Hammarbyleden låg fabriken på den plats där ett av brofästena skulle stå, bröderna var därför tvungna att flytta fabriken. 1941 började man bygga en fabrik i Lindesberg, antagligen ett noga utstuderat val då de nu låg nära till råvaruleverantör och järnväg.  
1965 såldes företaget till Jofa i Malung. 